# Belascoáin
Belascoáin en espagnol (Beraskoain en basque) est une municipalité de la communauté forale de Navarre, dans le Nord de l'Espagne), dans le bassin et la mérindade de Pampelune.
Elle est située dans la zone linguistique mixte de la province et le secrétaire de mairie est aussi celui de Zabalza.

## Toponymie
C'est un toponyme formé sur le nom de personne Belasko, diminutif de bele (corbeau),à l'aide du suffixe -ain (souvent utilisé dans la formation de nom de lieux à partir d'anthroponymes). Sens probable : le « domaine de Belasko », la « maison de Belasko ».

## Démographie
| Évolution démographique                                    | Évolution démographique | Évolution démographique | Évolution démographique | Évolution démographique | Évolution démographique | Évolution démographique | Évolution démographique | Évolution démographique | Évolution démographique | Évolution démographique |
| 1996                                                       | 1998                    | 1999                    | 2000                    | 2001                    | 2002                    | 2003                    | 2004                    | 2005                    | 2006                    | 2007                    |
| ---------------------------------------------------------- | ----------------------- | ----------------------- | ----------------------- | ----------------------- | ----------------------- | ----------------------- | ----------------------- | ----------------------- | ----------------------- | ----------------------- |
| 96                                                         | 102                     | 102                     | 103                     | 107                     | 110                     | 116                     | 119                     | 120                     | 115                     | 113                     |
| Sources: Belascoáin et instituto de estadística de navarra |                         |                         |                         |                         |                         |                         |                         |                         |                         |                         |

## Personnalités
- Barby Kelly[2] (Barbara Ann, 28 avril 1975), membre du groupe musical The Kelly Family.

### Sources
- (es) Cet article est partiellement ou en totalité issu de l’article de Wikipédia en espagnol intitulé « Belascoáin » (voir la liste des auteurs).